# Televisión educativa

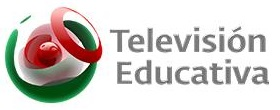

Televisión y educación, la televisión en este ámbito ha recibido varias críticas sobre todo desde la perspectiva sociocultural, por sus contenidos violentos que hacen que los receptores tengan así mismo conductas y actitudes violentas. Además se han realizado críticas desde una perspectiva psicológica, entendiendo así la relación entre el número de horas que el espectador ve la televisión, y nivel de inteligencia que pueda tener. Además podemos distinguir críticas educativas, que muestran las relaciones negativas entre el rendimiento académico debido por ejemplo a la observación de programas televisivos que no son nada recomendables para un público menor.
Actualmente existen programas tales como realities shows que llegan a mostrar conductas inapropiadas.
Por todo eso podemos distinguir en el ámbito educativo tres tipos diferentes de televisión: cultural, educativa y escolar.
En la televisión cultural los objetivos prioritarios son , la divulgación y el entretenimiento. Este tipo de programas lo encontramos sobre todo con reportajes y noticiarios.
En la televisión educativa se muestran contenidos con intereses formativos y educativos. así se dan series con continuidad y con teorías del aprendizaje. Así intentan influir en el conocimiento, las actitudes y los valores del espectador..
En la televisión escolar su objetivo fundamental es suplantar al sistema escolar tradicional implantando como nuevo objetivo programas desde niveles de primaria hasta cursos de actualización universitaria.
Una revisión de trece estudios publicada por Campbell Collaboration en 2017 demostró que la televisión educativa parece mejorar la alfabetización en niños, por encima del suministro de bibliotecas y publicaciones en idioma local. Aunque es necesario un mayor número de evidencias rigurosas sobre esto.

A pesar de los efectos negativos que las personas puedan percibir de la televisión existen diversos factores que vuelven a dicho medio como una excelente fuente de información y asimismo que puede influir de manera positiva en sus audiencias ya que si bien los inicios de la televisión educativa están basados en el supuesto de la repetición de acciones por parte de la audiencia sobre lo que se visualiza en pantalla, también se han presentado alternativas de programas basados en un aprendizaje más creativo y libre de violencia, tal y como lo señalan algunos autores de la comunicación tales como Guillermo Orozco o Valerio Fuenzalida el potencial que tiene este medio lo hace por excelencia una grandiosa fuente de conocimiento con ello países como Estados Unidos o Japón aplicaron modelos de “teleclases” durante los años ochenta, dichos modelos consistían en la presentación de programas específicamente enfocados en temas educativos, debido a que dicho sistema lograba abarcar mayores matrículas dentro del ámbito escolar comenzó a expandirse a más países. Posteriormente la televisión educativa fue dando pasos agigantados y los formatos de dichos programas comenzaron a transformarse en diversas maneras de contar y transmitir conocimiento, y sobre todo no únicamente de lo curricularmente común, sino enfocado también a los contextos de cada sector al que el programa esté dirigido, utilizando de esta manera elementos familiares para la audiencia como un potenciador para llamar su atención, pero también para transmitir conocimiento que está implícito dentro de los aspectos socioculturales, añadiendo así nuevos elementos a las narrativas audiovisuales. 